# 인지처리치료
인지처리치료(Cognitive Processing Therapy: CPT)는 사람들이 외상 후 스트레스 장애(Posttraumatic Stress Disorder, PTSD) 및 관련 장애를 회복하도록 돕기 위해 임상전문가 사용하는 심리 치료법이다.이것은 인지행동치료(CBT)의 요소를 포함하며 CPT의 전형적인 12세션 실행은 전투 참전 용사, 성폭력 피해자, 난민 및 난민을 포함하여 다양한 인구 집단에서 PTSD를 치료하는 데 효과적이라는 것이 입증되었다. CPT는 개인 및 그룹 치료 형식으로 제공될 수 있다.

## 같이 보기
- 노출치료(PE)